# Hesperaloe parviflora
Espèce
Classification phylogénétique
Hesperaloe parviflora est une espèce de plantes à fleurs de la famille des Agavaceae.
Elle est originaire d'Amérique du nord, plus précisément du Texas et du nord du Mexique.
Les feuilles linéaires, arquées, coriaces ont de 60 à 90 cm de long.
Elle est cultivée comme plante ornementale (rustique jusqu'à -5 °C).
Il existe une variété Hesperaloe parviflora rubra à feuilles rouges, commercialisée sous le nom de yucca rouge.
En été, elle porte de nombreuses fleurs rouge vif, avec la gorge jaune d'or.

## Synonymes
- Yucca parviflora Torr.
- Aloe yuccifolia A.Gray
- Hesperaloe yuccifolia (A.Gray) Engelm.

## Liens externes

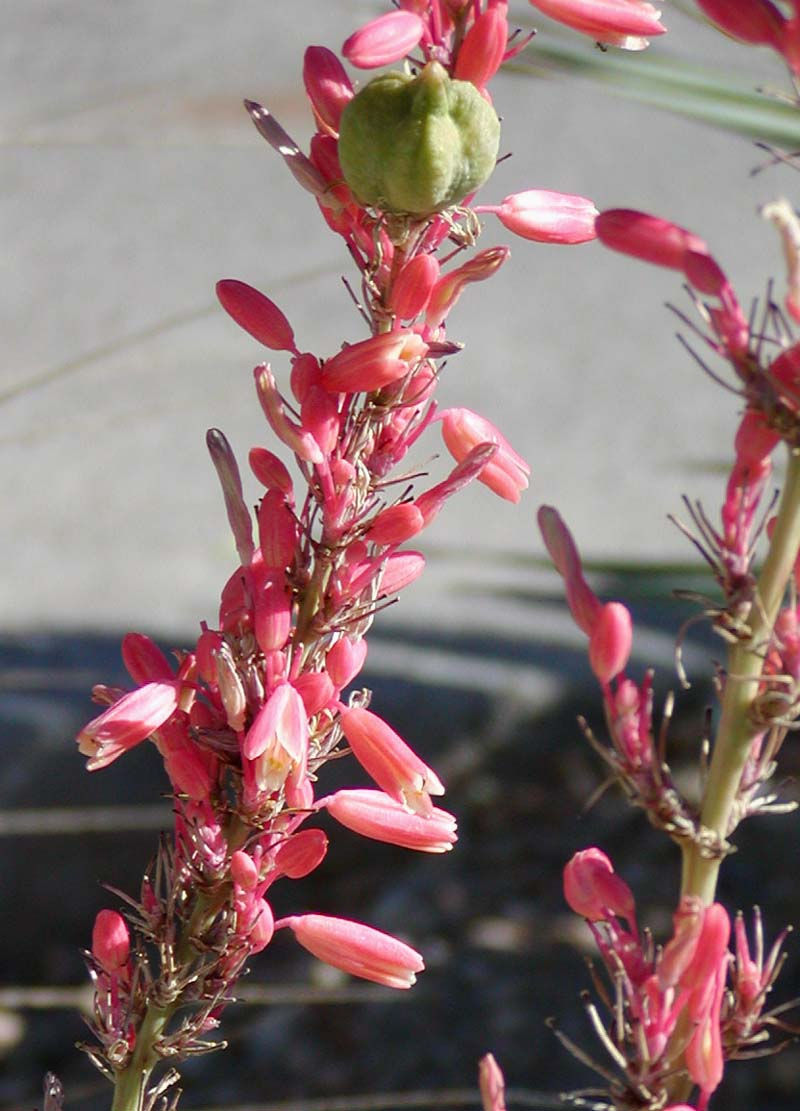
Inflorescence.